# Buffalo Zone
Buffalo Zone utkom 1990 och är ett studioalbum av countryduon Sweethearts of the Rodeo från USA.

## Låtlista
1. "Uphill All the Way" (Janis L. Oliver-Gill/Don Schlitz) - 3:10
2. "He Doesn't Tell Me Anything" (Tommy Rocco/Charlie Black/Austin Roberts) - 3:25
3. "You Look at Love That Way" (Skip Ewing/Don Sampson) - 3:24
4. "This Heart" (Anthony S. Haselden/Timothy R. Henzies) - 3:19
5. "Hard Road to Go" (Janis L. Oliver-Gill/Steve Buckingham/Don Schlitz) - 2:45
6. "What It Does to Me" (Janis L. Oliver-Gill) - 3:09
7. "Blue Sky" (Janis L. Oliver-Gill/Wendy Waldman) - 3:29
8. "I Don't Want You to Know" (Janis L. Oliver-Gill/Don Schlitz) - 3:16
9. "Don't Wake Me Up" (Don Schlitz/Paul Overstreet) - 2:34
10. "Como Se Dice (I Love You)?" (Janis L. Oliver-Gill/Matraca Berg) - 3:16